# 蓬門碧玉
《蓬門碧玉》是1942年一套香港的黑白電影，改編自導演侶倫1941年的短篇小說《黑麗拉》，故事講述窮書生愛上女待應的愛情故事。由於年代久遠，此電影原本已經失存，直至2012年在一位三藩市的一間戲院地庫中找到電影的膠片，經修復後電影終於能夠重現人間。